# Maligny (Yonne)
Maligny ist eine französische Gemeinde mit 780 Einwohnern (Stand 1. Januar 2022) im Département Yonne in der Region Bourgogne-Franche-Comté (vor 2016 Bourgogne); sie gehört zum Arrondissement Auxerre und zum Kanton Chablis (bis 2015 Ligny-le-Châtel).

## Geographie
Maligny liegt im nordwestlichen Teil der Region Burgund-Franche-Comté. Die Gemeinde befindet sich etwa 20 km nordöstlich von Auxerre. Sie wird im Westen vom Serein begrenzt. Umgeben ist Maligny von den Nachbargemeinden Ligny-le-Châtel im Norden und Nordwesten, Méré und Dyé im Osten und Nordosten, Collan im Südosten, Chablis (rund 8 km entfernt) im Süden und Südosten, Fontenay-près-Chablis im Süden, La Chapelle-Vaupelteigne im Südwesten sowie Villy im Westen. Die Zisterzienserabtei von Pontigny liegt nordwestlich etwa 8 km entfernt von Maligny.
Im Nordwesten führt die Route nationale 77 an der Ortschaft vorbei, die Auxerre mit Troyes verbindet. Die Autoroute du Soleil (A6) befindet sich etwa 20 km entfernt im Südwesten.

## Geschichte
Der Ort wurde bereits 1035 urkundlich als „Merlenniacus“ auf einem Pergament erwähnt. Zunächst war es ein Lehen, das der Grafschaft Champagne und später der Grafschaft Saint-Florentin unterstand. Die hier ansässige Familie Maligny besaß im 11. Jahrhundert im Gebiet der Grafschaft Tonnerre große Besitzungen. Vor dem 14. Jahrhundert besaßen die Herren in Maligny eine von Gräben umgebene Burg mit Kapelle. Gilles de Maligny verteidigte diese Burg gegen die Angriffe Edwards III. von England. Im 16. Jahrhundert residierte hier Jean de Ferrières (1520–1586), Vidame von Chartres und Herr von Maligny und im 17. Jahrhundert befand sich Maligny im Besitz von César de Vendôme, einem Sohn von Heinrich IV. und Gabrielle d’Estrées. Anschließend kam die Gemeinde in den Besitz der Familie La Grange d’Arquien und Marie Casimire Louise de la Grange d’Arquien, die Ehefrau des polnischen Königs Johann III. Sobieski residierte hier.
Bereits im Jahr 1217 wurde der Weinbau von Maligny durch Guy II. de Maligny begründet, der ein Weggefährte Ludwig des Heiligen war, und die Rebkultur einführte. Als kuriose Nebenwirkung wird erwähnt, dass zur Löschung bei einem Brand des Dorfes im April 1733, aufgrund des Wassermangels Wein zum Löschen verwendet wurde. Von 1887 bis 1951 war Maligny an die Departementsbahnlinie „Laroche–L’Isle sur Angely“ angeschlossen. In den Zeiten guter Weinernten hatte der Ort bis zu 1.500 Einwohner. Durch die durch Reblausbefall ausgelöste Krise und nach den beiden Weltkriegen sank die Einwohnerzahl bis 1982 stetig.
In den 1950er Jahren befand sich im Chatueu ein Ausbildungszentrum für Flugbegleiter und Stewards der Air France und später ein Sommercamp für die Kinder der Mitarbeiter des Unternehmens.

## Bevölkerungsentwicklung
Für das Jahr 1799 wurde über den Ort folgendes vermerkt:

„Maligny, Marktflekken von 178 Feuerstellen nahe am Serain, zwischen Ligny und Chablis in Champagne, jezt im Dep. der Yonne“

| Jahr                       | 1962 | 1968 | 1975 | 1982 | 1990 | 1999 | 2006 | 2017 | 2020 |
| -------------------------- | ---- | ---- | ---- | ---- | ---- | ---- | ---- | ---- | ---- |
| Einwohner                  | 645  | 553  | 519  | 543  | 605  | 685  | 725  | 802  | 788  |
| Quellen: Cassini und INSEE |      |      |      |      |      |      |      |      |      |

## Sehenswürdigkeiten

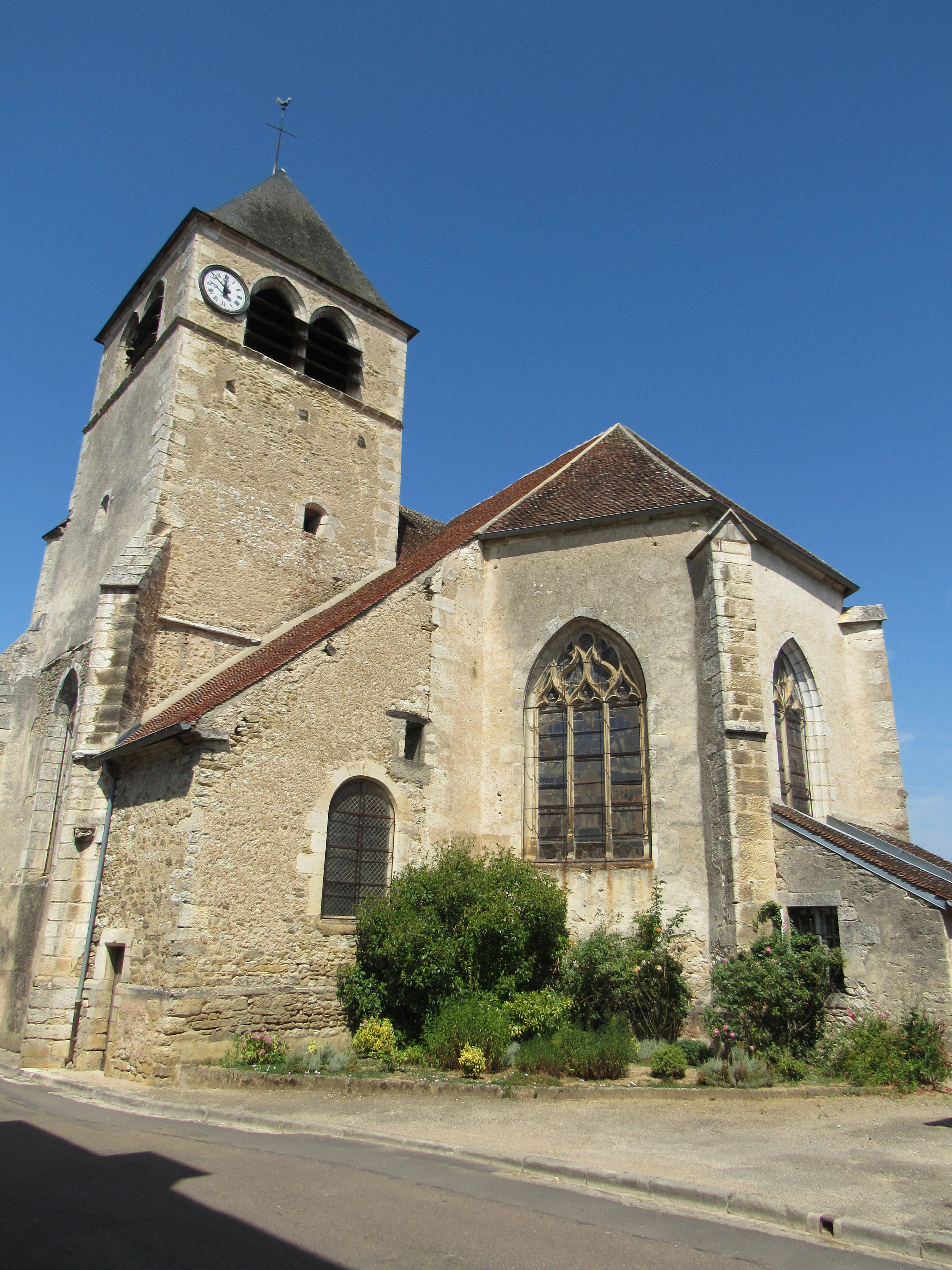
Kirche von Maligny

- Kirche Notre-Dame de l’Assomption. In der Kirche befindet sich ein Ölgemälde Saint Antoine de Padoue[4] des Heiligen Antonius von Padua des italienischen Malers und Kupferstechers Giovanni Battista Mercati.[5] Die Kirche gehörte 1180 zum Kloster Saint-Michel de Tonnerre.
- Das Château de Maligny[6] ist ein Bauwerk aus dem 12. Jahrhundert. Während des Hundertjährigen Krieges und den Religionskriegen wurden die Gebäude stark beschädigt. Erhalten sind der wieder hergerichtete Bergfried und die Ruinen des Nordostturms.[7]

## Persönlichkeiten
- Léonce Vaÿsse (1844–1917), Maler
- Maurice René Fréchet (1878–1973), Mathematiker